# 蘭格爾島
蘭格爾島（英語：Wrangell Island）是美國阿拉斯加州的島嶼，屬於亞歷山大群島的一部分，長48公里、寬23公里，面積544平方公里，是美國第29大島嶼，2000年人口2,401。蘭格爾市中心位於該島北部。

## 外部連結
- Blue Book of Boats Cruising Destinations- Wrangell, Alaska

56°17′51″N 132°10′30″W / 56.29750°N 132.17500°W